# Lepšić
 Lepšić  falu Horvátországban Zágráb megyében. Közigazgatásilag Ivanić-Gradhoz tartozik.

## Fekvése
Zágrábtól 32 km-re délkeletre, községközpontjától  3 km-re északnyugatra, az A3-as autópálya mellett fekszik. 

## Története
1857-ben 86, 1910-ben 98 lakosa volt. Trianonig Zágráb vármegye Dugo Seloi járásához tartozott. 
A településnek 2001-ben 54 lakosa volt.

## Lakosság
| Lakosság változása | Lakosság változása | Lakosság változása | Lakosság változása | Lakosság változása | Lakosság változása | Lakosság változása | Lakosság változása | Lakosság változása | Lakosság változása | Lakosság változása | Lakosság változása | Lakosság változása | Lakosság változása | Lakosság változása |
| ------------------ | ------------------ | ------------------ | ------------------ | ------------------ | ------------------ | ------------------ | ------------------ | ------------------ | ------------------ | ------------------ | ------------------ | ------------------ | ------------------ | ------------------ |
| 1857               | 1869               | 1880               | 1890               | 1900               | 1910               | 1921               | 1931               | 1948               | 1953               | 1961               | 1971               | 1981               | 1991               | 2001               |
| 86                 | 88                 | 66                 | 74                 | 100                | 98                 | 103                | 95                 | 95                 | 99                 | 73                 | 40                 | 71                 | 55                 | 54                 |

## Híres emberek
Itt született 1857. január 25-én Josip Lang zágrábi püspök.

## Külső hivatkozások
Ivanić-Grad hivatalos oldala